# レシュノ県

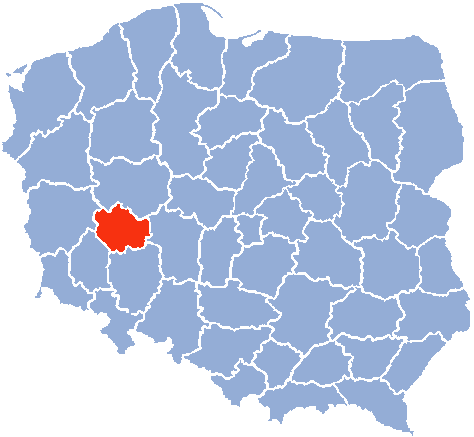
レシュノ県

レシュノ県（レシュノけん、ポーランド語: województwo leszczyńskie）は、1975年から1998年までポーランドに存在した県（行政区画、地方行政単位）である。1999年1月1日の地方行政区画改正にともない、ヴィエルコポルスカ県となった。県都はレシュノ。

## 主要都市（人口は1995年時点）
- レシュノ（61,300人）
- コシチャン（24,600人）
- ラビチ（21,500人）
- ゴスティン（20,600人）